# Benedetto Cerretani
Benedetto Cerretani (inizi del XIV secolo – 1383) è stato un vescovo cattolico italiano.

## Biografia
Membro della nobile famiglia senese dei Cerretani, fu priore della canonica di San Pietro a Cerreto. Venne nominato vescovo di Grosseto il 2 novembre 1349 da papa Clemente VI, succedendo allo zio Angelo Cerretani, deceduto il 13 settembre di quell'anno.
Contribuì ad incrementare i rapporti tra la Repubblica di Siena e la curia grossetana. In seguito ad alcuni abusi ai danni della diocesi nei territori concessi dalla stessa alla Repubblica senese per il transito dei mezzi di trasporto, il Consiglio generale di Siena deliberò che la curia vescovile potesse produrre 110 moggia di grano all'anno senza pagare la gabella.
Il vescovo Cerretani morì nel 1383.
Si dice che alla sua morte gli eredi sottrassero dall'archivio diocesano il documento ufficiale Sacrosanta Romana Ecclesia del 1138, in cui papa Innocenzo II ordinava il trasferimento della sede vescovile da Roselle a Grosseto. Il documento è infatti custodito nel fondo "Cerretani" dell'Archivio di Stato di Siena.